# Музикант

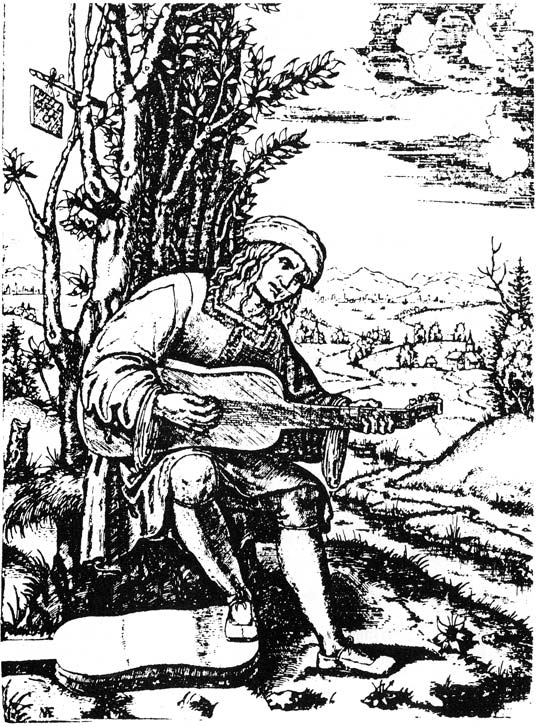
Гравер Маркантоніо Раймонді. 1510 рік. Італія.

Музика́нт, музика́нтка, також музи́ка — людина, яка займається музикою професійно. Нині музикантів розрізняють за такими спеціальностями:
- композитори
  - аранжувальник, оркеструвальник тощо.
- виконавці
  - інструменталісти (виконавці на музичних інструментах)
  - Співаки (вокалісти)
- диригенти, а також хормейстери.

Близька до професії музиканта також професії музикознавця.

## Музиканти в давнину

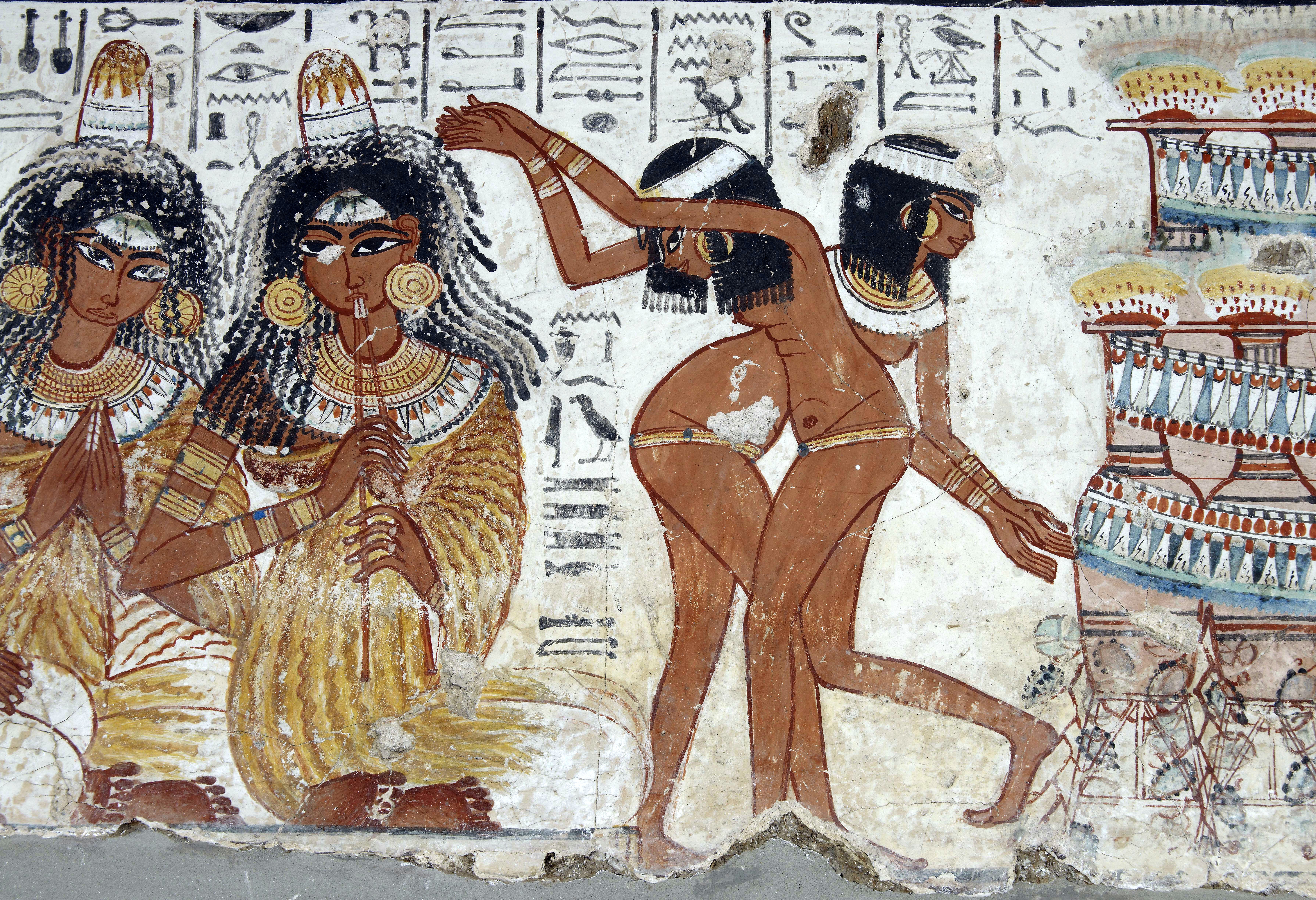
Єгипетський стінопис з зображенням музи́ки — жінки і танцівниць, близько 1400 до н. е.

Згідно з сучасними археологічними та етнографічними даними вважається, що музика розвивалася і поступово виділилася із первісного синкретичного прамистецтва. Грою на пристосованих предметах розважались ще первісні люди.
В рабовласницьких та ранньофеодальних країнах стародавнього світу з'являються професійні музиканти, що служили в храмах, при дворах знаті, брали участь у масових обрядах.

### Стародавній Єгипет
До наших днів збереглися давні зображення музик на фресках Стародавнього Єгипту. До музик залучалися і чоловіки і жінки. Виникають різні музичні інструменти й перші музичні оркестри з трьох- п'яти музикантів. Музики — головні персонажі релігійних свят разом з жерцями храмів.

### Стародавня Греція

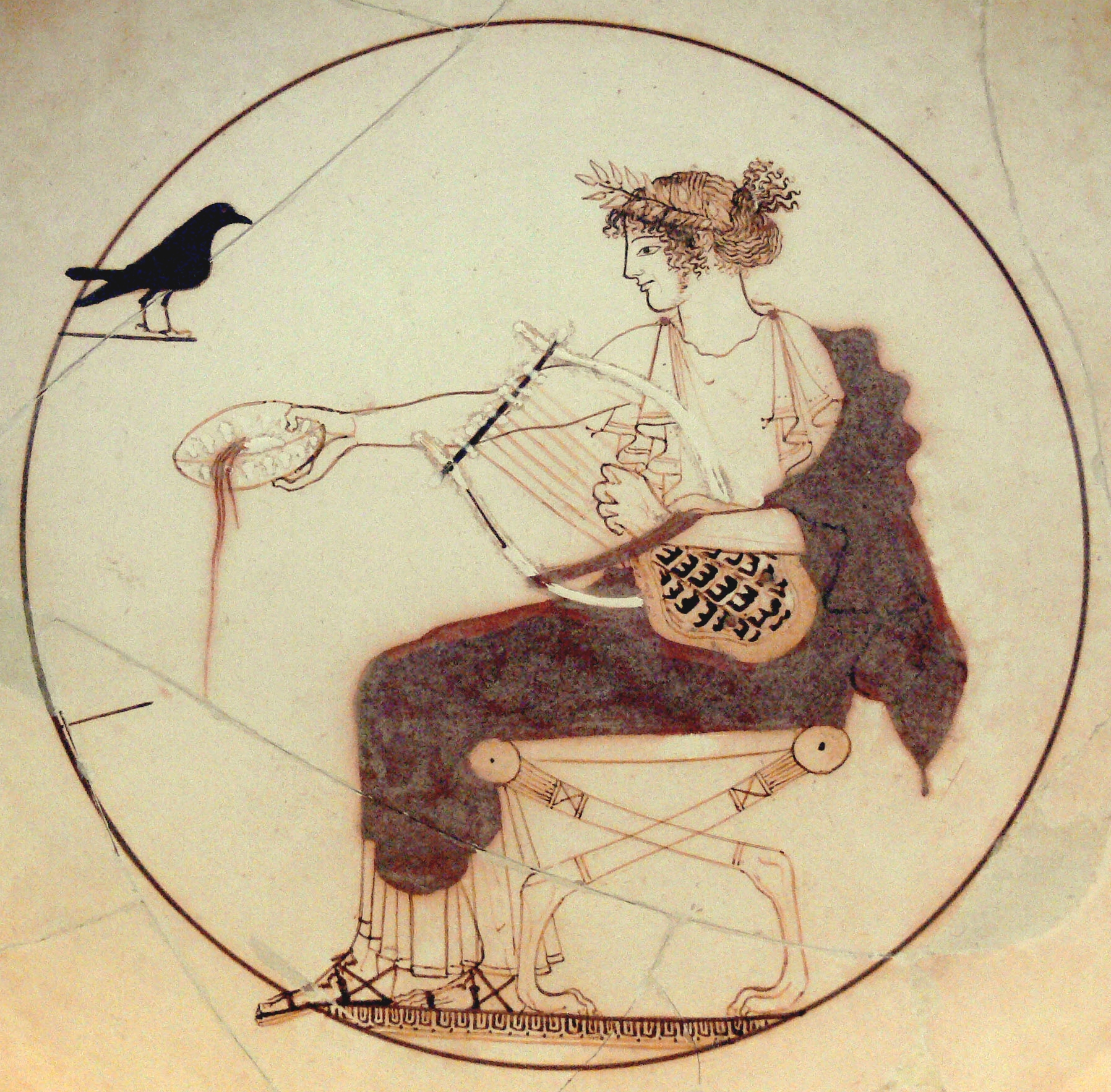
Аполлон з вороном і кіфарою, музей в Дельфах.

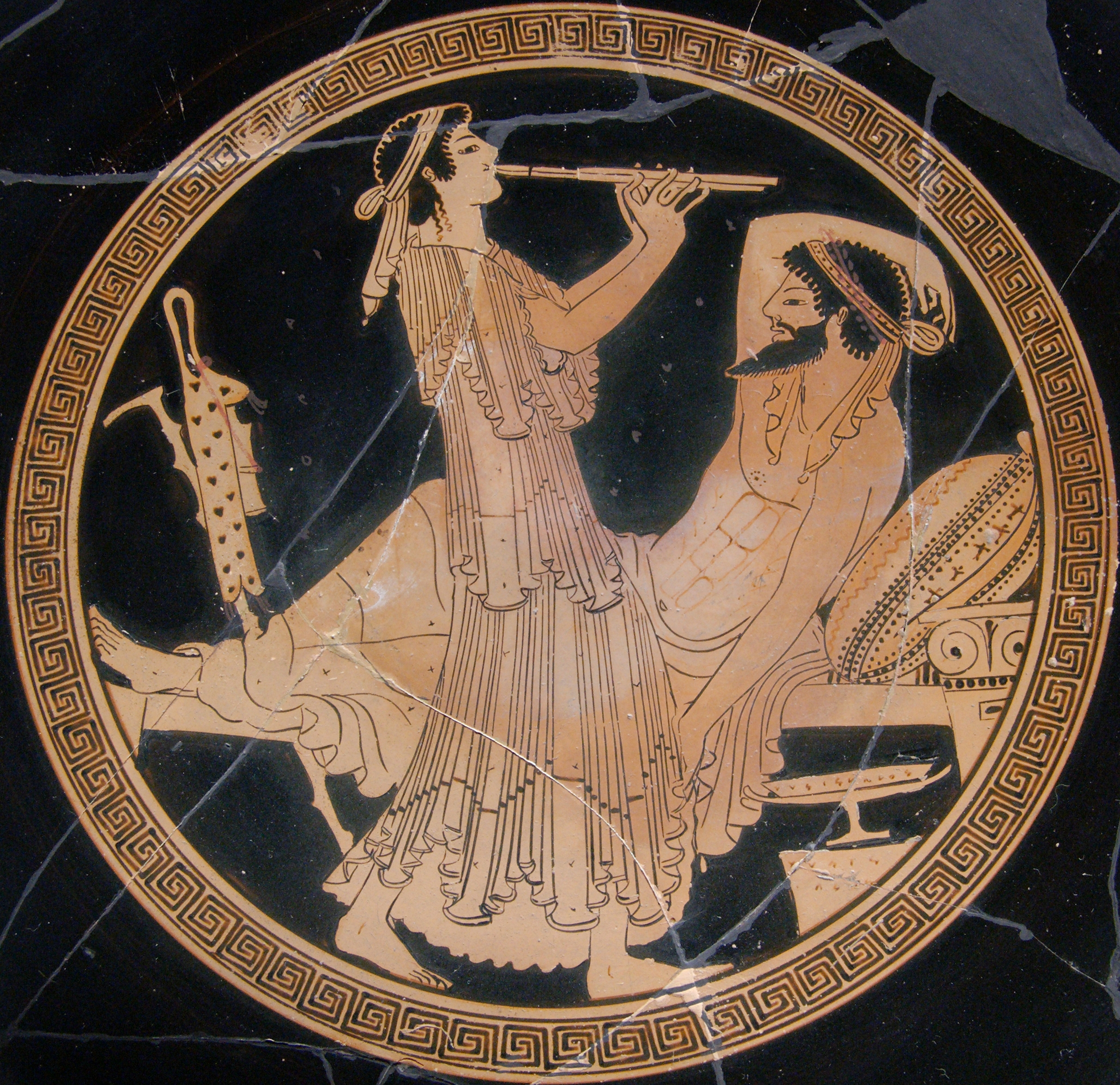
Сцена бенкету, Лувр.

Надзвичайно популярними були музики в Стародавній Греції. Саму му́зику вважали даром богів, а бог Сонця Аполлон став ще і покровителем мистецтв і самої музики. Пізніше його зображали з музичним інструментом в руках — кіфарою.
На вазопису стародавніх греків віднайдені зображення дев'яти муз, що грають на різних музичних інструментах. З'являються і перші музиканти-віртуози. У греків це відбилося в міфах про Орфея. Уславлений співак і поет, син бога Еагра і музи Калліопи, Орфей співом і музикою спонукав плакати камені, приборкував диких звірів, улещував злих Фурій, що охороняли вхід у царство мертвих.
Міфи про віртуоза-музику Орфея пережили Стародавню Грецію і надихали багатьох драматургів — (Есхіл, Евріпід), художників (Доменікіно, Кардуччі, Рубенс, Роден, Канова й ін.), композиторів (Ф. Ліст, К. В. Глюк, Й. Гайдн, Оффенбах, Стравінський та ін.).
Греція стала однією з перших країн, де музичному вихованню приділялася спеціальна увага. Зокрема, про виховне значення музики йдеться у трудах Платона і Аристотеля.

## Музиканти середньовіччя
В епоху середньовіччя розвиток професійного музичного мистецтва в Європі був пов'язаний головним чином з церквою. Християнські церкви використовували хоровий спів, що сприяло відкриттю монастирських, а пізніше і кафедральних співацьких шкіл, що були основними осередками професійної музичної освіти. Велике значення для історії музики мала реформа нотного запису, здійснена Гвідо д'Ареццо, що уможливила точну передачу звуковисотності та розпочала поступовий перехід від невменної до сучасної музичної нотації.
Ще в раннє середньовіччя в християнських церквах починають використовувати органи, що підготувало пізніше поділ музикантів на інструменталістів та співаків. Органісти супроводжували хоровий спів, дублюючи його в унісон. Після розколу християнської церкви, однак, орган використовували лише в католицьких церквах, тоді як у церквах Візантійської традиції інструмент був вилучений з церковної практики. Певною мірою це стало причиною швидшого розвитку хорового мистецтва на Русі у порівнянні з інструментальним.
Паралельно продовжувало розвиватися і світське музикування, представлене творчістю труверів, трубадурів й мінезінгерів, двірських музикантів, на Русі — скоморохів. Зокрема, скоморохи зображені на фресках Софійського собору в Києві датованих 1037 роком.

## Музиканти доби Відродження
Важливою рисою Відродження стало гуманістичне світобачення, центром і ідеалом якого стала всебічно розвинена людська особистість. Формується і новий ідеал музиканта — освіченого практика, який вивчав музичну теорію і мистецтво складання музики й надалі продовжував займатися різноманітною професійною діяльністю.
Саме в епоху Відродження отримує розповсюдження термін «композитор» на позначення людини, що складає музичні твори. Композиторська творчість співвідноситься з ідеями «винаходу», в цей час виникають композиторські школи (нідерландська, італійська та французька), в яких розвинувся поліфонічний стиль. Вінцем епохи Відродження став жанр опери, що відродив певною мірою давньогрецьку трагедію і, згодом, висунув нову спеціалізацію — оперного співака, що є одночасно співаком і актором.
Музиканти на картинах епохи Відродження

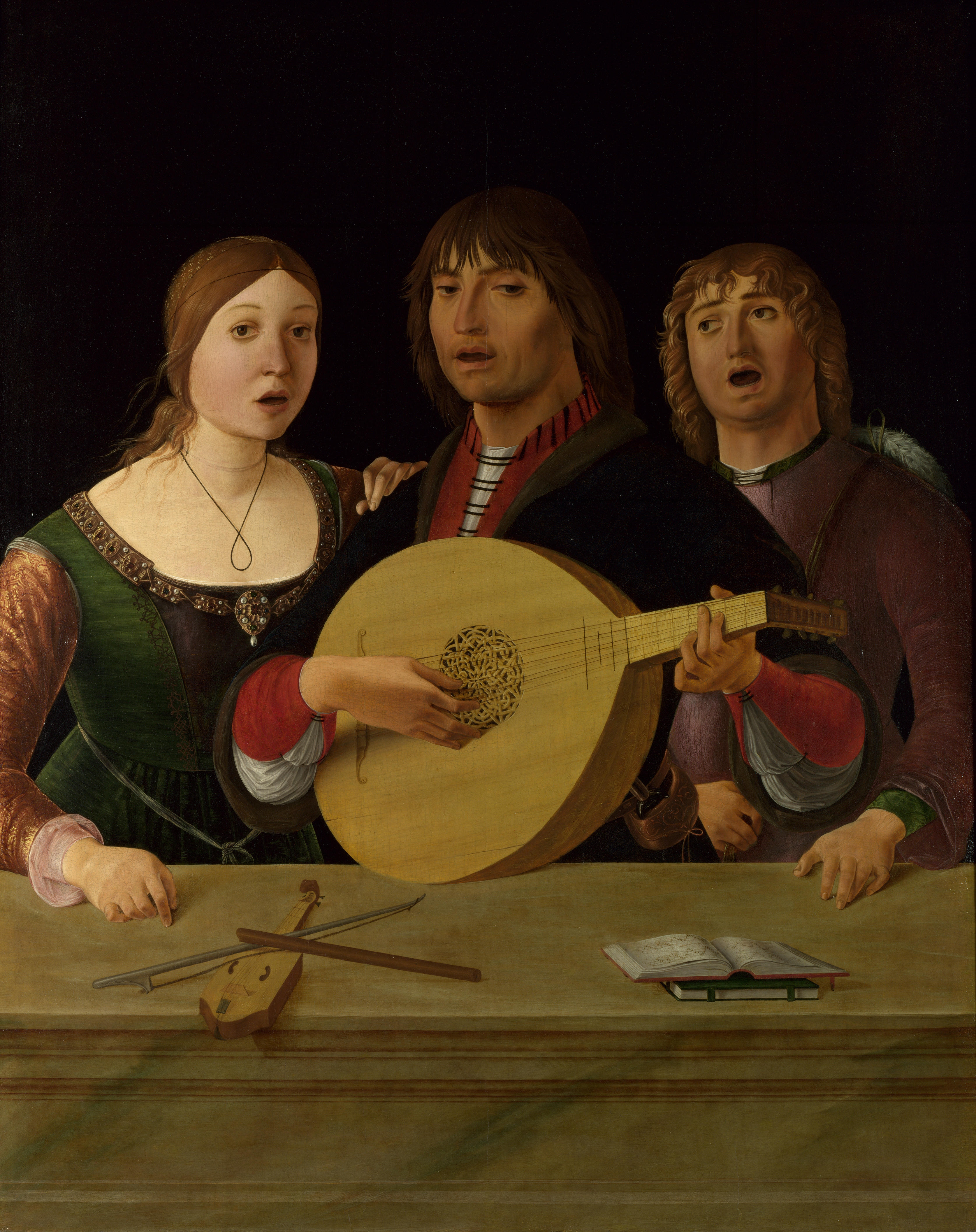
Ерколє де Роберті
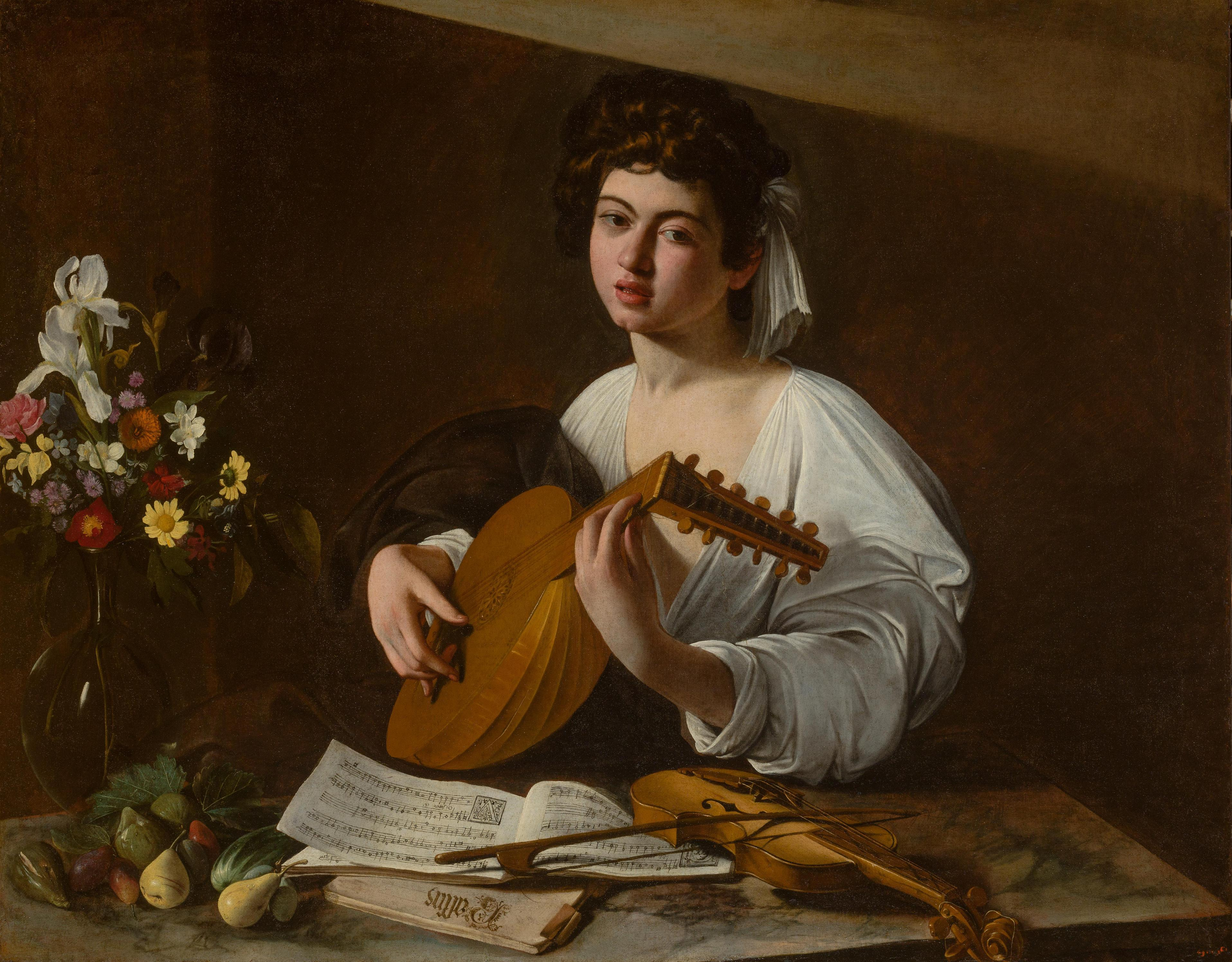
Караваджо, Юнак з лютнею, 1595 р.
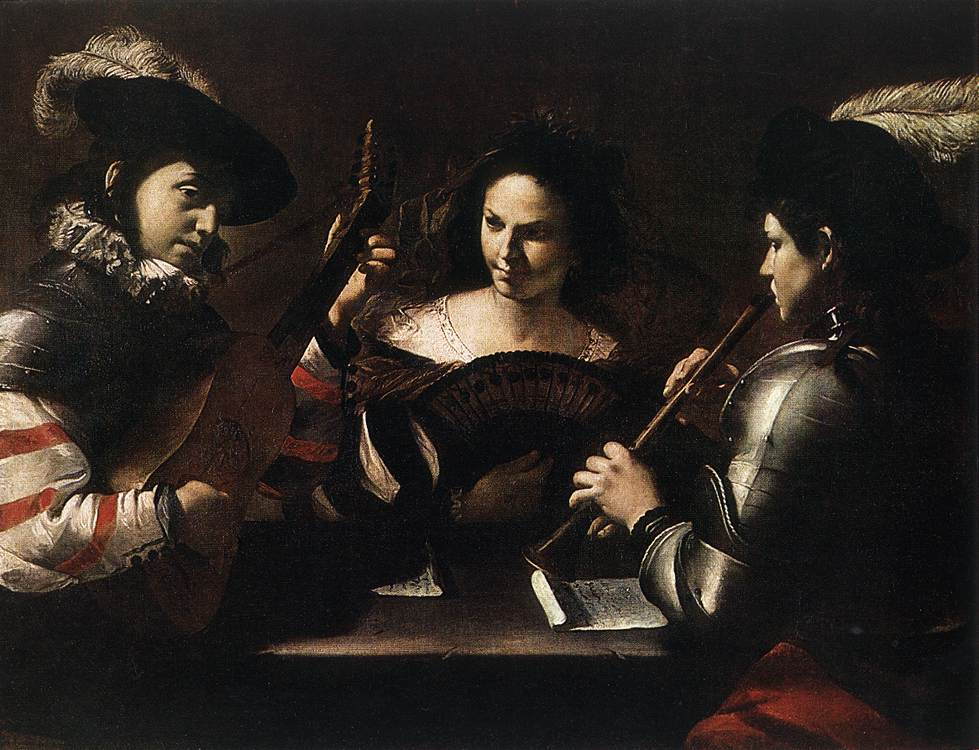
Концерт (Преті)
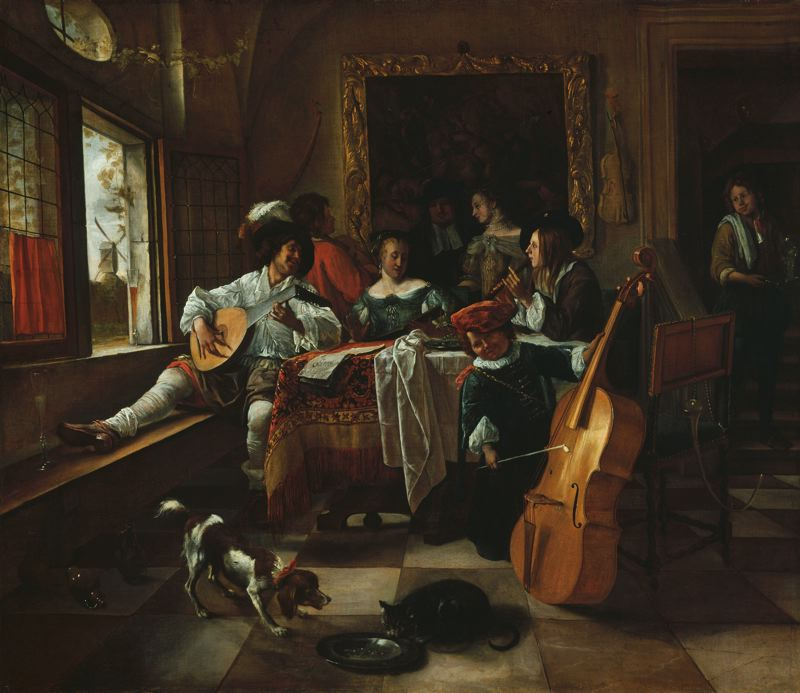
Концерт (Стен)

## Музики доби бароко
Перші публічні органні концерти пройшли в Амстердамі наприкінці XVII ст., та у Любеку у першій половині XVIII ст. Окрім релігійного значення орган набув ще і значення уславленого концертного інструменту.
Серед видатних віртуозів музи́к-органі́стів і геніальний Йоганн Себастьян Бах. Музиками були й більшість представників родини Баха. Усі Бахи жили у гірській Тюрингії, з початку XVI століття були флейтистами, сурмачами, органістами, скрипалями, капельмейстерами. Їх музичне обдарування передавалося з покоління в покоління.
Серед віртуозів доби — клавесиніст Доменіко Скарлатті (1685—1757) з Італії.

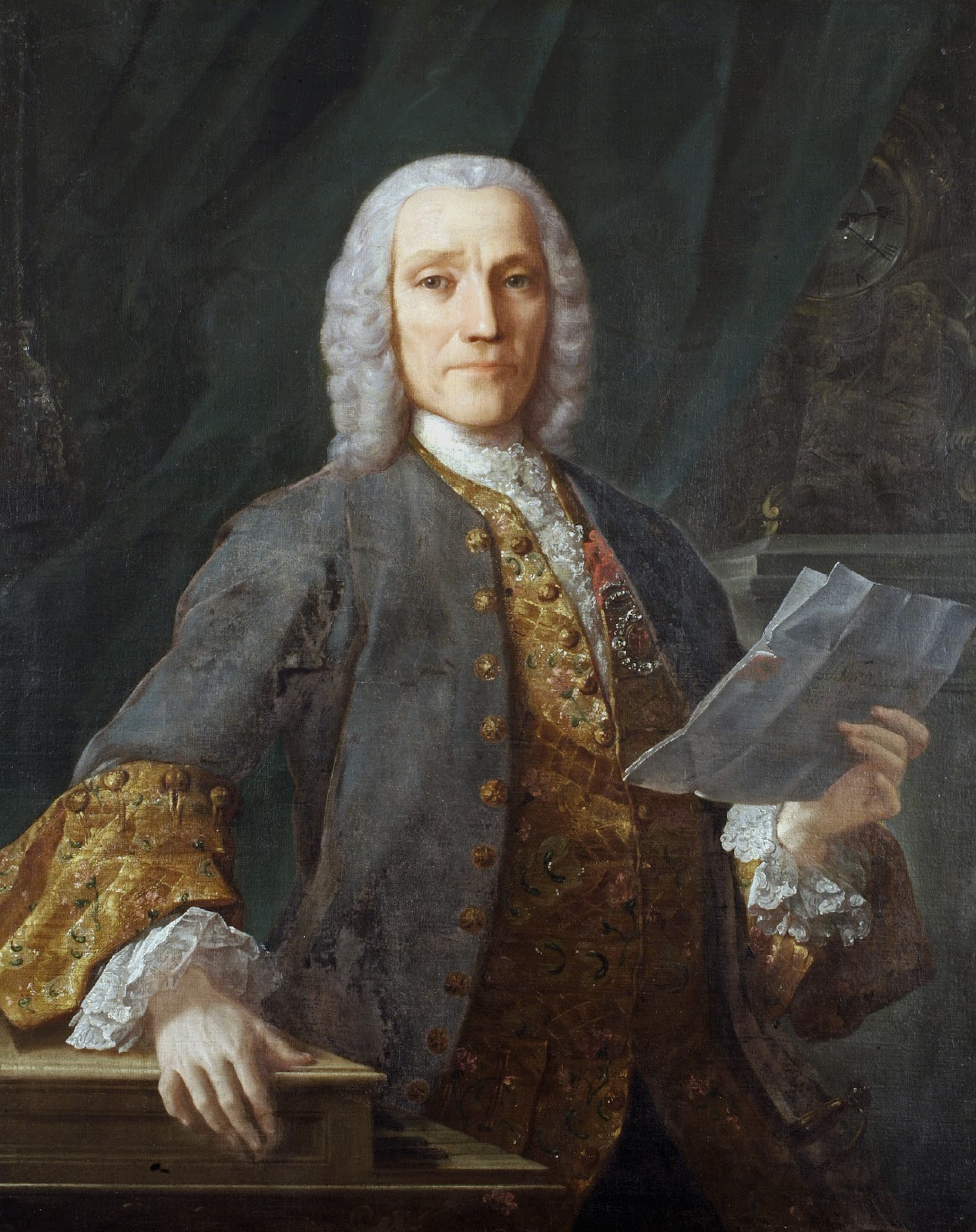
Доменіко Скарлатті. Портрет роботи Домінго Антоніо Веласко, 1738 р.
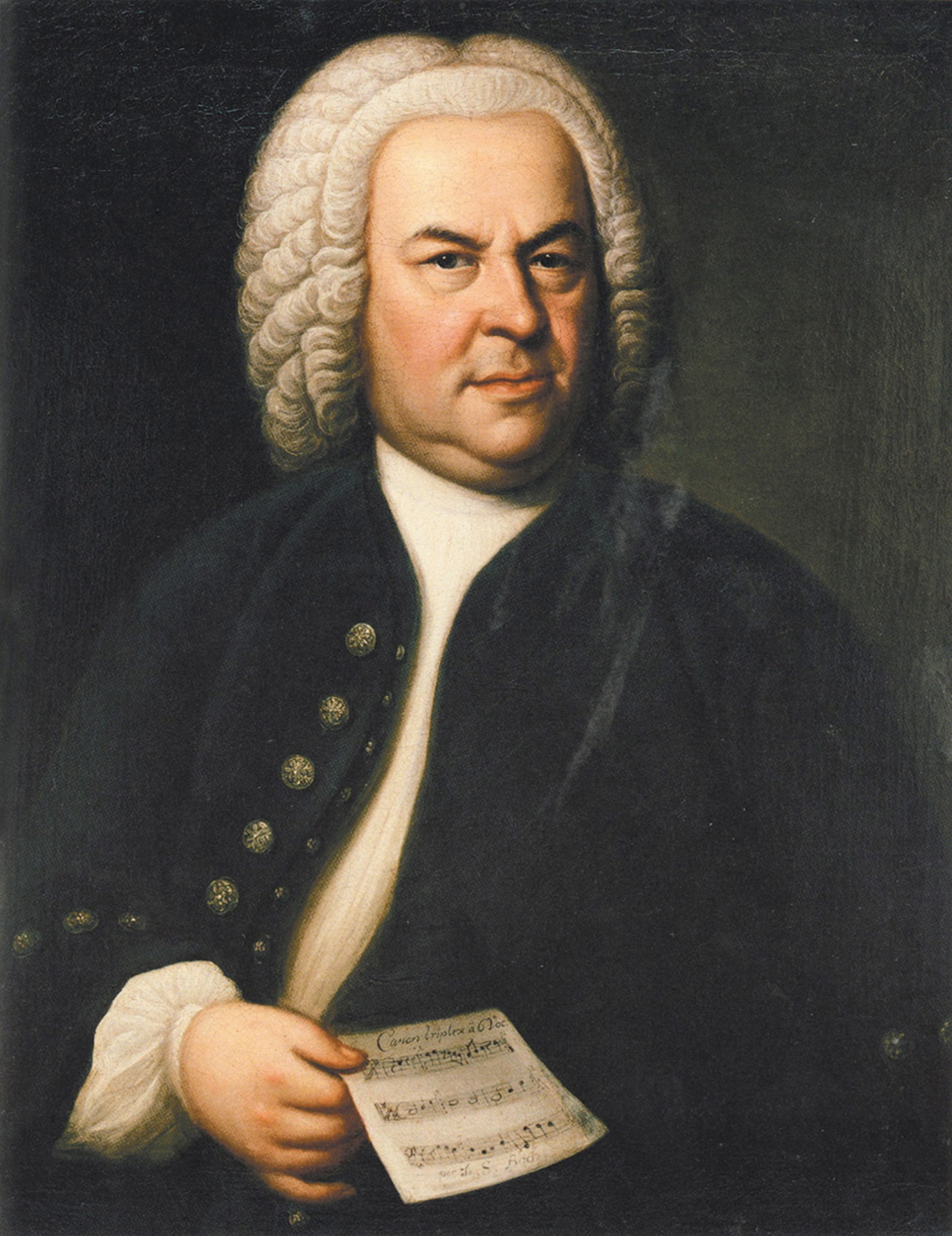
Йоганн Себастьян Бах. Портрет роботи Хауссманна, 1748 р.
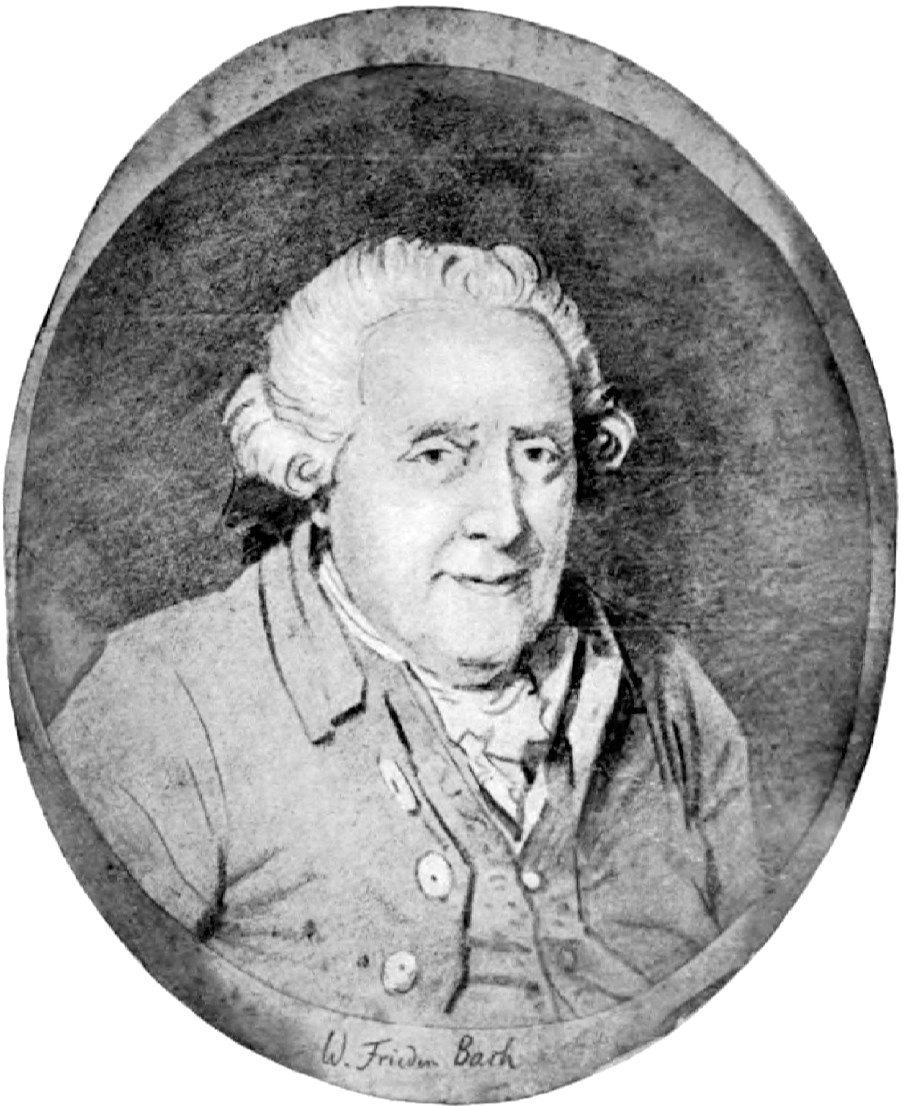
Вільгельм Фрідеман Бах (1710 - 1784)
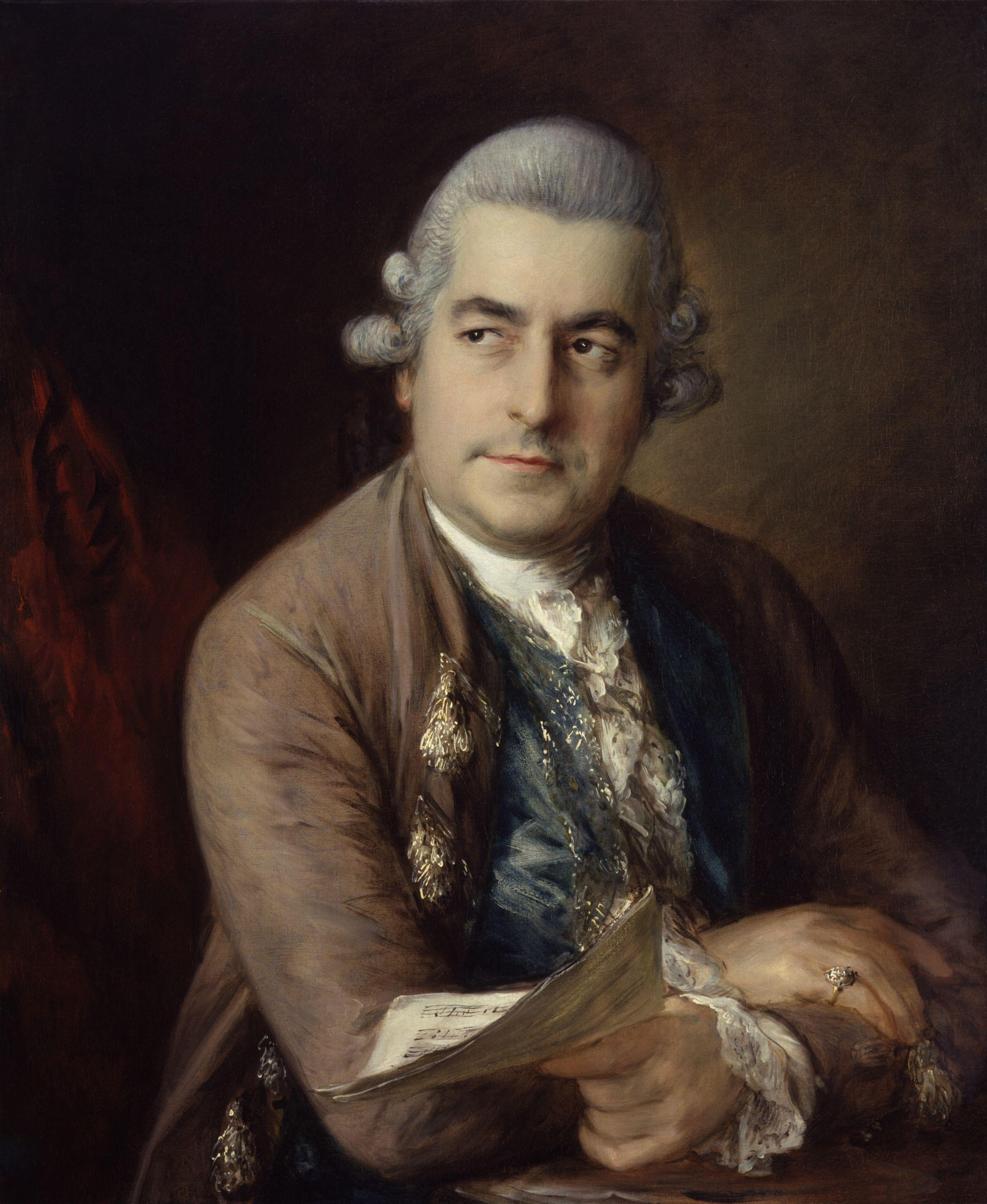
Карл Філіп Емануель Бах. Портрет роботи Гейнсборо.